# Jakob Binder

Jakob Binder

Jakob Binder (* 19. November 1866 in Isny im Allgäu; † 6. März 1932 in Karlsruhe) war ein deutscher Politiker (SPD).

## Leben
Binder war der Sohn eines Kaufmanns und absolvierte nach dem Besuch der Volksschule in Immenstadt eine Bäckerlehre. 1885 siedelte er nach Ludwigshafen am Rhein über, wo er von 1890 bis 1905 eine eigene Bäckerei betrieb, die er danach verpachtete.
1887 trat er in die SPD ein und von 1900 bis 1920 wurde er in den Stadtrat von Ludwigshafen am Rhein gewählt.
Darüber hinaus war er ab 1905 Erster Adjunkt und damit Stellvertreter von Bürgermeister Friedrich Krafft. 1908 folgte er Franz Josef Ehrhart als Fraktionsvorsitzender im Stadtrat. Er war Abgeordneter im Reichstag von 1912 bis 1918 und vertrat den Wahlkreis Pfalz 1 (Speyer). 1919 wurde er in die Weimarer Nationalversammlung gewählt. Nach Kraffts Amtsniederlegung 1920 bewarb sich Binder für die Nachfolge als Oberbürgermeister von Ludwigshafen am Rhein. Die SPD zog allerdings den ehemaligen bayerischen Ministerpräsidenten Johannes Hoffmann vor, der dann bei der Wahl dem bürgerlichen Kandidaten Christian Weiß unterlag. Binder legte alle Ämter nieder und war dann von 1920 bis 1927 Bürgermeister in Grünstadt.